# Danh sách giải thưởng và đề cử của EXO
Danh sách giải thưởng và đề cử của EXO, nhóm nhạc Trung-Hàn được thành lập vào năm 2012 thuộc công ty SM Entertainment. Nhóm được chia thành hai nhóm nhỏ để quảng bá trên hai thị trường khác nhau, tại Hàn Quốc là EXO-K và Trung Quốc là EXO-M. Nhìn chung, EXO đã giành được 130 giải thưởng trong tổng số 192 đề cử. EXO-K giành được 5 giải thưởng từ 14 đề cử; EXO-M giành được cả 4 giải thưởng từ 4 đề cử.

## Giải thưởng và đề cử
- A
- Ă
- Â
- B
- C
- E
- G
- H
- I
- J
- K
- M
- R
- S
- T
- V
- W
- Y

| Giải thưởng                                | Năm                                 | Đề cử cho                                         | Hạng mục                                        | Kết quả      | Chú thích       |
| ------------------------------------------ | ----------------------------------- | ------------------------------------------------- | ----------------------------------------------- | ------------ | --------------- |
| American Music Awards                      | 2019                                | EXO                                               | Nghệ sĩ được yêu thích nhất trên mạng xã hội    | Đề cử        | [ 1 ]           |
| American Music Awards                      | 2020                                | EXO                                               | Nghệ sĩ được yêu thích nhất trên mạng xã hội    | Đề cử        | [ 2 ]           |
| Anugerah Bintang Popular Berita Harian     | 2019                                | EXO                                               | Nghệ sĩ Hàn Quốc được yêu thích nhất            | Đề cử        | [ 3 ]           |
| Asia Artist Awards                         | 2016                                | EXO                                               | Giải ngôi sao châu Á                            | Đoạt giải    | [ 4 ]           |
| Asia Artist Awards                         | 2016                                | EXO                                               | Nghệ sĩ được yêu thích nhất – Âm nhạc           | Đoạt giải    | [ 4 ]           |
| Asia Artist Awards                         | 2016                                | EXO                                               | Giải ngôi sao Baidu                             | Đoạt giải    | [ 4 ]           |
| Asia Artist Awards                         | 2016                                | EXO                                               | Giải Daesang – Âm nhạc                          | Đoạt giải    | [ 4 ]           |
| Asia Artist Awards                         | 2017                                | EXO                                               | Nghệ sĩ được yêu thích nhất – Âm nhạc           | Đoạt giải    | [ 5 ]           |
| Asia Artist Awards                         | 2017                                | EXO                                               | Fabulous Award                                  | Đoạt giải    | [ 5 ]           |
| Asia Artist Awards                         | 2017                                | EXO                                               | Giải Daesang – Âm nhạc                          | Đoạt giải    | [ 5 ]           |
| Asia Artist Awards                         | 2018                                | EXO                                               | Nghệ sĩ được yêu thích nhất – Âm nhạc           | Đề cử        | [ 6 ]           |
| Asia Artist Awards                         | 2021                                | EXO                                               | Giải thưởng về Độ nổi tiếng - Âm nhạc           | Đoạt giải    | [ 7 ]           |
| Asian Idol Awards                          | 2013                                | EXO                                               | Nhóm nhạc châu Á được yêu thích nhất            | Đoạt giải    | [ 8 ]           |
| Asian Pop Music Awards                     | 2020                                | EXO                                               | Nhóm nhạc xuất sắc nhất                         | Đoạt giải    | [ 9 ]           |
| Asian Pop Music Awards                     | 2020                                | Obsession                                         | Album xuất sắc nhất (nước ngoài)                | Đề cử        | [ 10 ]          |
| Asian Pop Music Awards                     | 2020                                | "Obsession"                                       | Bài hát của năm (nước ngoài)                    | Đề cử        | [ 10 ]          |
| Asian Pop Music Awards                     | 2020                                | "Obsession"                                       | Video âm nhạc xuất sắc nhất (nước ngoài)        | Đề cử        | [ 10 ]          |
| Baidu Music Awards                         | 2013                                | EXO                                               | Nhóm nhạc được yêu thích nhất                   | Đoạt giải    | [ 11 ]          |
| Billboard Music Awards                     | 2019                                | EXO                                               | Top Social Artist                               | Đề cử        | [ 12 ]          |
| Billboard Music Awards                     | 2020                                | EXO                                               | Top Social Artist                               | Đề cử        | [ 13 ]          |
| Billboard Music Festival                   | 2013                                | EXO-M                                             | Nhóm nhạc được yêu thích nhất                   | Đoạt giải    | [ 14 ]          |
| Bravo Otto                                 | 2019                                | EXO                                               | Nghệ sĩ K-pop xuất sắc nhất                     | Đề cử        | [ 15 ]          |
| BreakTudo Awards                           | 2018                                | EXO                                               | Nhóm nhạc nam K-pop                             | Đề cử        | [ 16 ]          |
| BreakTudo Awards                           | 2019                                | EXO                                               | Nhóm nhạc nam K-pop                             | Đoạt giải    | [ 17 ]          |
| BreakTudo Awards                           | 2020                                | EXO                                               | Nhóm nhạc nam K-pop                             | Đề cử        |                 |
| BreakTudo Awards                           | 2020                                | EXO                                               | Nhóm nhạc quốc tế                               | Đoạt giải    |                 |
| Chinese Music Awards                       | 2014                                | EXO                                               | Nhóm nhạc châu Á có ảnh hưởng lớn nhất          | Đoạt giải    | [ 18 ]          |
| EDaily Culture Awards                      | 2017                                | Exo Planet 3 – The Exo'rdium                      | Top Excellence Award – Concert                  | Đoạt giải    | [ 21 ]          |
| Elle Style Awards                          | 2017                                | EXO                                               | Giải siêu nhóm nhạc Super K-Pop                 | Đoạt giải    | [ 22 ]          |
| Gaon Chart Music Awards                    | 2014                                | EXO                                               | Nghệ sĩ được yêu thích nhất                     | Đoạt giải    | [ 23 ]          |
| Gaon Chart Music Awards                    | 2014                                | XOXO                                              | Album của năm – Quý 3                           | Đoạt giải    | [ 23 ]          |
| Gaon Chart Music Awards                    | 2014                                | Miracles in December                              | Album của năm – Quý 4                           | Đoạt giải    | [ 23 ]          |
| Gaon Chart Music Awards                    | 2015                                | EXO                                               | Nghệ sĩ được yêu thích nhất                     | Đoạt giải    | [ 24 ]          |
| Gaon Chart Music Awards                    | 2015                                | Overdose                                          | Album của năm – Quý 2                           | Đoạt giải    | [ 24 ]          |
| Gaon Chart Music Awards                    | 2016                                | EXO                                               | Nghệ sĩ được yêu thích nhất                     | Đoạt giải    | [ 25 ]          |
| Gaon Chart Music Awards                    | 2016                                | EXOdus                                            | Album của năm – Quý 1                           | Đoạt giải    | [ 25 ]          |
| Gaon Chart Music Awards                    | 2016                                | Love Me Right                                     | Album của năm – Quý 2                           | Đoạt giải    | [ 25 ]          |
| Gaon Chart Music Awards                    | 2016                                | Sing For You                                      | Album của năm – Quý 4                           | Đoạt giải    | [ 25 ]          |
| Gaon Chart Music Awards                    | 2017                                | EXO                                               | Nghệ sĩ được yêu thích nhất                     | Đoạt giải    | [ 26 ]          |
| Gaon Chart Music Awards                    | 2017                                | Ex'Act (phiên bản tiếng Hàn)                      | Album của năm – Quý 2                           | Đoạt giải    | [ 26 ]          |
| Gaon Chart Music Awards                    | 2017                                | Ex'Act (phiên bản tiếng Trung)                    | Album của năm – Quý 2                           | Đề cử        | [ 27 ]          |
| Gaon Chart Music Awards                    | 2017                                | Lotto (phiên bản tiếng Hàn)                       | Album của năm – Quý 3                           | Đoạt giải    | [ 26 ]          |
| Gaon Chart Music Awards                    | 2017                                | Lotto (phiên bản tiếng Trung)                     | Album của năm – Quý 3                           | Đề cử        | [ 27 ]          |
| Gaon Chart Music Awards                    | 2017                                | For Life                                          | Album của năm – Quý 4                           | Đề cử        | [ 27 ]          |
| Gaon Chart Music Awards                    | 2017                                | "Monster"                                         | Bài hát của năm – Tháng 6                       | Đề cử        | [ 27 ]          |
| Gaon Chart Music Awards                    | 2017                                | "Dancing King" with Yoo Jaesuk                    | Bài hát của năm – Tháng 9                       | Đề cử        | [ 27 ]          |
| Gaon Chart Music Awards                    | 2018                                | EXO                                               | Nghệ sĩ được yêu thích nhất                     | Đề cử        | [ 28 ]          |
| Gaon Chart Music Awards                    | 2018                                | The War (phiên bản tiếng Hàn)                     | Album của năm – Quý 3                           | Đề cử        | [ 28 ]          |
| Gaon Chart Music Awards                    | 2018                                | The War: The Power of Music (phiên bản tiếng Hàn) | Album của năm – Quý 3                           | Đề cử        | [ 28 ]          |
| Gaon Chart Music Awards                    | 2018                                | Universe                                          | Album của năm – Quý 4                           | Đề cử        | [ 28 ]          |
| Gaon Chart Music Awards                    | 2018                                | "Ko Ko Bop"                                       | Bài hát của năm – Tháng 7                       | Đoạt giải    | [ 29 ]          |
| Gaon Chart Music Awards                    | 2018                                | "Universe"                                        | Bài hát của năm – Tháng 12                      | Đề cử        | [ 28 ]          |
| Gaon Chart Music Awards                    | 2019                                | "Tempo"                                           | Bài hát của năm – Tháng 11                      | Đề cử        | [ 30 ]          |
| Gaon Chart Music Awards                    | 2019                                | Don't Mess Up My Tempo                            | Album của năm – Quý 4                           | Đoạt giải    | [ 31 ]          |
| Gaon Chart Music Awards                    | 2019                                | Love Shot                                         | Album của năm – Quý 4                           | Đề cử        | [ 30 ]          |
| Gaon Chart Music Awards                    | 2020                                | "Love Shot"                                       | Bài hát của năm – Tháng 12 năm 2018             | Đề cử        | [ 32 ]          |
| Gaon Chart Music Awards                    | 2020                                | Obsession                                         | Album của năm – Quý 4                           | Đoạt giải    | [ 33 ] [ 34 ]   |
| Gaon Chart Music Awards                    | 2020                                | EXO                                               | Top Kit Seller of the Year                      | Đoạt giải    | [ 33 ] [ 34 ]   |
| Genie Music Awards                         | 2019                                | EXO                                               | Giải nhóm nhạc nam                              | Đề cử        | [ 35 ]          |
| Genie Music Awards                         | 2019                                | EXO                                               | Nghệ sĩ nam trình diễn xuất sắc nhất            | Đề cử        | [ 35 ]          |
| Global Fan Awards                          | 2018                                | EXO                                               | Giải cộng đồng người hâm mộ                     | Đoạt giải    | [ 36 ]          |
| Golden Disc Awards                         | 2013                                | EXO-K                                             | Giải nghệ sĩ mới                                | Đoạt giải    | [ 37 ]          |
| Golden Disc Awards                         | 2014                                | EXO                                               | Nghệ sĩ được yêu thích nhất                     | Đề cử        | [ 38 ]          |
| Golden Disc Awards                         | 2014                                | "Growl"                                           | Digital Bonsang                                 | Đề cử        | [ 39 ]          |
| Golden Disc Awards                         | 2014                                | XOXO                                              | Disc Bonsang                                    | Đoạt giải    | [ 40 ]          |
| Golden Disc Awards                         | 2014                                | XOXO                                              | Disc Daesang                                    | Đoạt giải    | [ 40 ]          |
| Golden Disc Awards                         | 2015                                | Overdose                                          | Disc Bonsang                                    | Đoạt giải    | [ 41 ]          |
| Golden Disc Awards                         | 2015                                | Overdose                                          | Disc Daesang                                    | Đoạt giải    | [ 41 ]          |
| Golden Disc Awards                         | 2015                                | Overdose                                          | Digital Bonsang                                 | Đề cử        | [ 42 ]          |
| Golden Disc Awards                         | 2016                                | EXO                                               | Nghệ sĩ được yêu thích nhất Genie               | Đoạt giải    | [ 43 ]          |
| Golden Disc Awards                         | 2016                                | EXOdus                                            | Disc Bonsang                                    | Đoạt giải    | [ 43 ]          |
| Golden Disc Awards                         | 2016                                | EXOdus                                            | Disc Daesang                                    | Đoạt giải    | [ 43 ]          |
| Golden Disc Awards                         | 2016                                | "Call Me Baby"                                    | Digital Bonsang                                 | Đề cử        | [ 44 ]          |
| Golden Disc Awards                         | 2017                                | EXO                                               | Giải biểu tượng châu Á Ceci                     | Đoạt giải    | [ 45 ]          |
| Golden Disc Awards                         | 2017                                | Ex'Act                                            | Disc Bonsang                                    | Đoạt giải    | [ 45 ]          |
| Golden Disc Awards                         | 2017                                | Ex'Act                                            | Disc Daesang                                    | Đoạt giải    | [ 45 ]          |
| Golden Disc Awards                         | 2017                                | "Monster"                                         | Digital Bonsang                                 | Đề cử        | [ 46 ]          |
| Golden Disc Awards                         | 2018                                | EXO                                               | Nghệ sĩ được yêu thích nhất Genie               | Đoạt giải    | [ 47 ]          |
| Golden Disc Awards                         | 2018                                | EXO                                               | Nghệ sĩ toàn cầu được yêu thích nhất            | Đoạt giải    | [ 47 ]          |
| Golden Disc Awards                         | 2018                                | EXO                                               | Giải biểu tượng châu Á Ceci                     | Đoạt giải    | [ 47 ]          |
| Golden Disc Awards                         | 2018                                | The War                                           | Disc Bonsang                                    | Đoạt giải    | [ 47 ]          |
| Golden Disc Awards                         | 2018                                | The War                                           | Disc Daesang                                    | Đề cử        | [ 48 ]          |
| Golden Disc Awards                         | 2019                                | Don't Mess Up My Tempo                            | Disc Bonsang                                    | Đoạt giải    | [ 49 ]          |
| Golden Disc Awards                         | 2019                                | Don't Mess Up My Tempo                            | Disc Daesang                                    | Đề cử        | [ 50 ]          |
| Golden Disc Awards                         | 2019                                | "Universe"                                        | Digital Bonsang                                 | Đề cử        | [ 50 ]          |
| Golden Disc Awards                         | 2019                                | EXO                                               | Nghệ sĩ được yêu thích nhất                     | Đề cử        | [ 51 ]          |
| Golden Disc Awards                         | 2020                                | Obsession                                         | Disc Bonsang                                    | Đoạt giải    | [ 52 ]          |
| Golden Disc Awards                         | 2020                                | EXO                                               | QQ Music Fans Choice K-Pop Artist               | Đoạt giải    | [ 52 ]          |
| Hawaii International Music Awards Festival | 2013                                | EXO                                               | Nghệ sĩ của năm                                 | Đoạt giải    | [ 54 ]          |
| Hito Music Awards                          | 2014                                | "Growl"                                           | Bài hát J-pop & K-pop xuất sắc nhất             | Đoạt giải    | [ 55 ]          |
| Huading Awards                             | 2015                                | EXO                                               | Nhóm nhạc quốc tế xuất sắc nhất                 | Đoạt giải    | [ 56 ]          |
| iF Design Awards                           | 2014                                | XOXO                                              | Thiết kế bao bì xuất sắc nhất                   | Đoạt giải    | [ 57 ]          |
| iF Design Awards                           | 2014                                | EXO                                               | Thiết kế nhận diện thương hệu xuất sắc nhất     | Đoạt giải    | [ 57 ]          |
| iF Design Awards                           | 2016                                | Miracles in December                              | Thiết kế bao bì xuất sắc nhất                   | Đoạt giải    | [ 58 ] [ 59 ]   |
| iHeartRadio Music Awards                   | 2018                                | EXO                                               | Cộng đồng người hâm mộ xuất sắc nhất            | Đề cử        | [ 60 ]          |
| iQiyi All-Star Carnival                    | 2016                                | EXO                                               | Nghệ sĩ châu Á được yêu thích nhất              | Đoạt giải    | [ 62 ]          |
| iQiyi All-Star Carnival                    | 2016                                | "Call Me Baby"                                    | Bài hát của năm                                 | Đoạt giải    | [ 63 ]          |
| iQiyi All-Star Carnival                    | 2017                                | EXO                                               | Nhóm nhạc châu Á được yêu thích nhất            | Đoạt giải    | [ 64 ]          |
| Japan Gold Disc Awards                     | 2016                                | EXO                                               | Nghệ sĩ mới của năm (châu Á)                    | Đoạt giải    | [ 65 ]          |
| Japan Gold Disc Awards                     | 2016                                | EXO                                               | Top 3 nghệ sĩ mới xuất sắc nhất                 | Đoạt giải    | [ 65 ]          |
| Joox Indonesia Music Awards                | 2021                                | EXO                                               | Nghệ sĩ Hàn Quốc của năm                        | Chưa công bố | [ 66 ]          |
| Kazz Awards                                | 2017                                | Exo Planet 3 – The Exo'rdium                      | Chuyến lưu diễn châu Á xuất sắc nhất            | Đề cử        | [ 68 ]          |
| KBS Song Festival                          | 2013                                | "Growl"                                           | Bài hát của năm                                 | Đoạt giải    | [ 69 ] [ 70 ]   |
| Korea Best Star Awards                     | 2018                                | EXO                                               | Giải ca sĩ Hàn Quốc hàng đầu                    | Đoạt giải    | [ 72 ]          |
| Korea Popular Music Awards                 | 2018                                | EXO                                               | Nghệ sĩ xuất sắc nhất                           | Đề cử        | [ 74 ]          |
| Korea Popular Music Awards                 | 2018                                | EXO                                               | Bài hát xuất sắc nhất                           | Đề cử        | [ 74 ]          |
| Korea Popular Music Awards                 | 2018                                | EXO                                               | Nghệ sĩ được yêu thích nhất                     | Đoạt giải    | [ 75 ]          |
| Korean Broadcasting Awards                 | 2015                                | EXO                                               | Giải nghệ sĩ                                    | Đoạt giải    | [ 77 ]          |
| Korean Entertainment Arts Awards           | 2012                                | EXO-K                                             | Ca sĩ mới                                       | Đoạt giải    | [ 79 ]          |
| Korean Entertainment Arts Awards           | 2014                                | EXO                                               | Nhóm nhạc xuất sắc nhất                         | Đoạt giải    | [ 78 ]          |
| Korean Music Awards                        | 2014                                | EXO                                               | Nhóm nhạc của năm do cộng đồng mạng bình chọn   | Đoạt giải    | [ 80 ]          |
| Korean Music Awards                        | 2014                                | "Growl"                                           | Bài hát của năm                                 | Đề cử        | [ 81 ]          |
| Korean Music Awards                        | 2014                                | "Growl"                                           | Bài hát nhạc dance & điện tử xuất sắc nhất      | Đoạt giải    | [ 82 ]          |
| Korean Producers Awards                    | 2014                                | EXO                                               | Giải ca sĩ                                      | Đoạt giải    | [ 85 ] [ 86 ]   |
| K-pop Lovers Awards                        | 2012                                | EXO                                               | Nghệ sĩ mới xuất sắc nhất (nửa đầu năm)         | Đoạt giải    | [ 88 ]          |
| K-pop Lovers Awards                        | 2012                                | EXO                                               | Nghệ sĩ mới xuất sắc nhất 2012                  | Đoạt giải    | [ 88 ]          |
| MBC Entertainment Awards                   | 2014                                | EXO                                               | Nghệ sĩ được yêu thích nhất                     | Đoạt giải    | [ 89 ]          |
| MBC Entertainment Awards                   | 2015                                | EXO                                               | Nghệ sĩ được yêu thích nhất                     | Đoạt giải    | [ 90 ] [ 91 ]   |
| Melon Music Awards                         | 2013                                | EXO                                               | Global Star Award                               | Đề cử        | [ 92 ]          |
| Melon Music Awards                         | 2013                                | EXO                                               | Nghệ sĩ của năm                                 | Đề cử        | [ 92 ]          |
| Melon Music Awards                         | 2013                                | EXO                                               | Netizen Nghệ sĩ được yêu thích nhất             | Đoạt giải    | [ 93 ]          |
| Melon Music Awards                         | 2013                                | EXO                                               | Top 10 nghệ sĩ                                  | Đoạt giải    | [ 93 ]          |
| Melon Music Awards                         | 2013                                | XOXO                                              | Album của năm                                   | Đề cử        | [ 92 ]          |
| Melon Music Awards                         | 2013                                | "Growl"                                           | Bài hát của năm                                 | Đoạt giải    | [ 93 ]          |
| Melon Music Awards                         | 2013                                | "Growl"                                           | Music Video Award                               | Đề cử        | [ 92 ]          |
| Melon Music Awards                         | 2014                                | EXO                                               | Top 10 nghệ sĩ                                  | Đoạt giải    | [ 94 ]          |
| Melon Music Awards                         | 2015                                | EXO                                               | Nghệ sĩ của năm                                 | Đề cử        | [ 95 ]          |
| Melon Music Awards                         | 2015                                | EXO                                               | Top 10 nghệ sĩ                                  | Đoạt giải    | [ 96 ]          |
| Melon Music Awards                         | 2015                                | EXO                                               | Netizen Nghệ sĩ được yêu thích nhất             | Đề cử        | [ 97 ]          |
| Melon Music Awards                         | 2015                                | EXOdus                                            | Album của năm                                   | Đoạt giải    | [ 96 ]          |
| Melon Music Awards                         | 2015                                | "Call Me Baby"                                    | Bài hát của năm                                 | Đề cử        | [ 98 ]          |
| Melon Music Awards                         | 2016                                | EXO                                               | Nghệ sĩ của năm                                 | Đoạt giải    | [ 99 ]          |
| Melon Music Awards                         | 2016                                | EXO                                               | Top 10 nghệ sĩ                                  | Đoạt giải    | [ 99 ]          |
| Melon Music Awards                         | 2016                                | EXO                                               | Netizen Nghệ sĩ được yêu thích nhất             | Đoạt giải    | [ 99 ]          |
| Melon Music Awards                         | 2016                                | EXO                                               | Kakao Hot Star Award                            | Đoạt giải    | [ 99 ]          |
| Melon Music Awards                         | 2016                                | Ex'Act                                            | Album của năm                                   | Đề cử        | [ 100 ]         |
| Melon Music Awards                         | 2016                                | "Monster"                                         | Vũ đạo của nghệ sĩ nam xuất sắc nhất            | Đoạt giải    | [ 99 ]          |
| Melon Music Awards                         | 2017                                | EXO                                               | Nghệ sĩ của năm                                 | Đoạt giải    | [ 101 ]         |
| Melon Music Awards                         | 2017                                | EXO                                               | Top 10 nghệ sĩ                                  | Đoạt giải    | [ 101 ]         |
| Melon Music Awards                         | 2017                                | EXO                                               | Netizen Nghệ sĩ được yêu thích nhất             | Đoạt giải    | [ 101 ]         |
| Melon Music Awards                         | 2017                                | EXO                                               | Kakao Hot Star Award                            | Đề cử        | [ 102 ]         |
| Melon Music Awards                         | 2017                                | The War                                           | Album của năm                                   | Đề cử        | [ 103 ]         |
| Melon Music Awards                         | 2017                                | "Ko Ko Bop"                                       | Bài hát của năm                                 | Đề cử        | [ 103 ]         |
| Melon Music Awards                         | 2017                                | "Ko Ko Bop"                                       | Vũ đạo của nghệ sĩ nam xuất sắc nhất            | Đoạt giải    | [ 101 ]         |
| Melon Music Awards                         | 2018                                | EXO                                               | Nghệ sĩ của năm                                 | Đề cử        | [ 104 ]         |
| Melon Music Awards                         | 2018                                | EXO                                               | Top 10 nghệ sĩ                                  | Đoạt giải    | [ 105 ]         |
| Melon Music Awards                         | 2018                                | EXO                                               | Netizen Nghệ sĩ được yêu thích nhất             | Đề cử        | [ 104 ]         |
| Melon Music Awards                         | 2018                                | Universe                                          | Album của năm                                   | Đề cử        | [ 104 ]         |
| Melon Music Awards                         | 2019                                | EXO                                               | Top 10 nghệ sĩ                                  | Đoạt giải    | [ 106 ]         |
| Mengniu Billboard Music Festival           | 2012                                | EXO                                               | Best Dressed                                    | Đoạt giải    | [ 107 ]         |
| Mengniu Billboard Music Festival           | 2012                                | EXO-M                                             | Nhóm nhạc được yêu thích nhất                   | Đoạt giải    | [ 107 ]         |
| Mengniu Billboard Music Festival           | 2013                                | EXO-M                                             | Nhóm nhạc được yêu thích nhất                   | Đoạt giải    | [ 108 ]         |
| Mengniu Billboard Music Festival           | 2013                                | EXO                                               | Nhóm nhạc xuất sắc nhất                         | Đoạt giải    | [ 108 ]         |
| Miguhui Awards                             | 2014                                | EXO                                               | Nhóm nhạc xuất sắc nhất Award                   | Đoạt giải    | [ 109 ]         |
| Miguhui Awards                             | 2014                                | EXO                                               | Best Performance Award                          | Đoạt giải    | [ 109 ]         |
| Mnet Asian Music Awards                    | 2012                                | EXO-K                                             | Nghệ sĩ nam mới xuất sắc nhất                   | Đề cử        | [ 110 ]         |
| Mnet Asian Music Awards                    | 2012                                | EXO                                               | Best New Asian Artist                           | Đoạt giải    | [ 111 ]         |
| Mnet Asian Music Awards                    | 2013                                | "Growl"                                           | Trình diễn vũ đạo xuất sắc nhất – Nhóm nhạc nam | Đề cử        | [ 112 ]         |
| Mnet Asian Music Awards                    | 2013                                | EXO                                               | Nhóm nhạc nam xuất sắc nhất                     | Đề cử        | [ 113 ]         |
| Mnet Asian Music Awards                    | 2013                                | EXO                                               | Nghệ sĩ của năm                                 | Đề cử        | [ 114 ]         |
| Mnet Asian Music Awards                    | 2013                                | XOXO                                              | Album của năm                                   | Đoạt giải    | [ 115 ]         |
| Mnet Asian Music Awards                    | 2014                                | EXO                                               | Best Asian Style Award                          | Đoạt giải    | [ 116 ]         |
| Mnet Asian Music Awards                    | 2014                                | "Overdose"                                        | Trình diễn vũ đạo xuất sắc nhất – Nhóm nhạc nam | Đề cử        | [ 117 ]         |
| Mnet Asian Music Awards                    | 2014                                | EXO                                               | Nhóm nhạc nam xuất sắc nhất                     | Đoạt giải    | [ 116 ]         |
| Mnet Asian Music Awards                    | 2014                                | EXO                                               | Nghệ sĩ của năm                                 | Đoạt giải    | [ 116 ]         |
| Mnet Asian Music Awards                    | 2014                                | "Overdose"                                        | Bài hát của năm                                 | Đề cử        | [ 118 ]         |
| Mnet Asian Music Awards                    | 2014                                | Overdose                                          | Album của năm                                   | Đoạt giải    | [ 116 ]         |
| Mnet Asian Music Awards                    | 2015                                | EXO                                               | Nhóm nhạc nam xuất sắc nhất                     | Đoạt giải    | [ 119 ]         |
| Mnet Asian Music Awards                    | 2015                                | "Call Me Baby"                                    | Trình diễn vũ đạo xuất sắc nhất – Nhóm nhạc nam | Đề cử        | [ 120 ]         |
| Mnet Asian Music Awards                    | 2015                                | EXO                                               | Global Fan's Choice Male Group                  | Đoạt giải    | [ 119 ]         |
| Mnet Asian Music Awards                    | 2015                                | EXO                                               | Best Asian Style Award                          | Đoạt giải    | [ 119 ]         |
| Mnet Asian Music Awards                    | 2015                                | EXO                                               | Nghệ sĩ của năm                                 | Đề cử        | [ 121 ]         |
| Mnet Asian Music Awards                    | 2015                                | "Call Me Baby"                                    | Bài hát của năm                                 | Đề cử        | [ 122 ]         |
| Mnet Asian Music Awards                    | 2015                                | EXOdus                                            | Album của năm                                   | Đoạt giải    | [ 119 ]         |
| Mnet Asian Music Awards                    | 2016                                | EXO                                               | Nhóm nhạc nam xuất sắc nhất                     | Đoạt giải    | [ 123 ]         |
| Mnet Asian Music Awards                    | 2016                                | "Monster"                                         | Trình diễn vũ đạo xuất sắc nhất – Nhóm nhạc nam | Đề cử        | [ 124 ]         |
| Mnet Asian Music Awards                    | 2016                                | EXO                                               | Best Asian Style Award                          | Đoạt giải    | [ 123 ]         |
| Mnet Asian Music Awards                    | 2016                                | EXO                                               | Nghệ sĩ của năm                                 | Đề cử        | [ 125 ]         |
| Mnet Asian Music Awards                    | 2016                                | Ex'Act                                            | Album của năm                                   | Đoạt giải    | [ 123 ]         |
| Mnet Asian Music Awards                    | 2016                                | "Monster"                                         | Bài hát của năm                                 | Đề cử        | [ 126 ]         |
| Mnet Asian Music Awards                    | 2017                                | EXO                                               | Nhóm nhạc nam xuất sắc nhất                     | Đề cử        | [ 127 ]         |
| Mnet Asian Music Awards                    | 2017                                | EXO                                               | Ngôi sao K-pop được yêu thích nhất              | Đề cử        | [ 128 ]         |
| Mnet Asian Music Awards                    | 2017                                | EXO                                               | Nghệ sĩ của năm                                 | Đề cử        | [ 129 ]         |
| Mnet Asian Music Awards                    | 2017                                | "Ko Ko Bop"                                       | Trình diễn vũ đạo xuất sắc nhất – Nhóm nhạc nam | Đề cử        | [ 127 ]         |
| Mnet Asian Music Awards                    | 2017                                | "Ko Ko Bop"                                       | Global Fans' Choice                             | Đoạt giải    | [ 130 ]         |
| Mnet Asian Music Awards                    | 2017                                | "Ko Ko Bop"                                       | Bài hát của năm                                 | Đề cử        | [ 131 ]         |
| Mnet Asian Music Awards                    | 2017                                | "Power"                                           | Video âm nhạc xuất sắc nhất                     | Đề cử        | [ 127 ]         |
| Mnet Asian Music Awards                    | 2017                                | The War                                           | Album của năm                                   | Đoạt giải    | [ 130 ]         |
| Mnet Asian Music Awards                    | 2019                                | EXO                                               | Nghệ sĩ của năm                                 | Đề cử        | [ 132 ] [ 133 ] |
| Mnet Asian Music Awards                    | 2019                                | EXO                                               | Worldwide Fans' Choice Top 10                   | Đoạt giải    | [ 132 ] [ 133 ] |
| Mnet Asian Music Awards                    | 2019                                | EXO                                               | Nhóm nhạc nam xuất sắc nhất                     | Đề cử        | [ 132 ] [ 133 ] |
| Mnet Asian Music Awards                    | 2019                                | "Tempo"                                           | Trình diễn vũ đạo xuất sắc nhất – Nhóm nhạc nam | Đề cử        | [ 132 ] [ 133 ] |
| Mnet Asian Music Awards                    | 2019                                | "Tempo"                                           | Bài hát của năm                                 | Đề cử        | [ 132 ] [ 133 ] |
| Mnet Asian Music Awards                    | 2019                                | Don't Mess Up My Tempo                            | Album của năm                                   | Đề cử        | [ 132 ] [ 133 ] |
| Mnet Asian Music Awards                    | 2020                                | EXO                                               | Nghệ sĩ của năm                                 | Đề cử        | [ 134 ]         |
| Mnet Asian Music Awards                    | 2020                                | EXO                                               | Worldwide Fans' Choice Top 10                   | Đề cử        | [ 134 ]         |
| Mnet Asian Music Awards                    | 2020                                | EXO                                               | Nhóm nhạc nam xuất sắc nhất                     | Đề cử        | [ 134 ]         |
| Mnet Asian Music Awards                    | 2020                                | "Obsession"                                       | Trình diễn vũ đạo xuất sắc nhất – Nhóm nhạc nam | Đề cử        | [ 134 ]         |
| MTV Europe Music Awards                    | 2013                                | EXO                                               | Nghệ sĩ Hàn Quốc xuất sắc nhất                  | Đoạt giải    | [ 135 ]         |
| MTV Europe Music Awards                    | 2013                                | EXO                                               | Nghệ sĩ toàn cầu xuất sắc nhất                  | Đề cử        | [ 135 ]         |
| MTV Millennial Awards                      | 2018                                | EXO                                               | Revolution K-pop                                | Đề cử        | [ 136 ]         |
| MTV Millennial Awards                      | 2018                                | EXO                                               | Cộng đồng người hâm mộ của năm                  | Đề cử        | [ 136 ]         |
| MTV Millennial Awards                      | 2019                                | EXO                                               | K-pop Explosion                                 | Đề cử        | [ 137 ]         |
| MTV Millennial Awards Brazil               | 2018                                | EXO                                               | K-pop Explosion                                 | Đề cử        | [ 139 ]         |
| MTV Millennial Awards Brazil               | 2019                                | EXO                                               | K-pop Explosion                                 | Đề cử        | [ 140 ]         |
| MTV Video Music Awards                     | 2019                                | "Tempo"                                           | Best K-pop                                      | Đề cử        | [ 141 ]         |
| MTV Video Music Awards                     | 2020                                | "Obsession"                                       | Best K-pop                                      | Đề cử        | [ 142 ]         |
| Myx Music Awards                           | 2014                                | "Wolf"                                            | Video âm nhạc K-pop được yêu thích nhất         | Đoạt giải    | [ 143 ]         |
| Myx Music Awards                           | 2015                                | "Overdose"                                        | Video âm nhạc K-pop được yêu thích nhất         | Đề cử        | [ 144 ]         |
| Red Dot Awards                             | 2014                                | MAMA                                              | Communication Design Award - Packaging          | Đoạt giải    | [ 147 ] [ 148 ] |
| Red Dot Awards                             | 2015                                | XOXO                                              | Communication Design Award - Packaging          | Đoạt giải    | [ 147 ] [ 149 ] |
| SBS Awards Festival                        | 2014                                | EXO                                               | Top 10 nghệ sĩ                                  | Đoạt giải    | [ 150 ]         |
| SBS Awards Festival                        | 2014                                | EXO                                               | Nhóm nhạc nam xuất sắc nhất                     | Đoạt giải    | [ 150 ]         |
| SBS Awards Festival                        | 2014                                | Overdose                                          | Album xuất sắc nhất                             | Đoạt giải    | [ 150 ]         |
| Seoul Music Awards                         | 2013                                | EXO-K                                             | Giải nghệ sĩ mới                                | Đoạt giải    | [ 151 ]         |
| Seoul Music Awards                         | 2014                                | EXO                                               | Giải Bonsang                                    | Đoạt giải    | [ 152 ]         |
| Seoul Music Awards                         | 2014                                | EXO                                               | Giải Daesang                                    | Đoạt giải    | [ 152 ]         |
| Seoul Music Awards                         | 2014                                | "Growl"                                           | Record of the Year in Digital Release           | Đoạt giải    | [ 152 ]         |
| Seoul Music Awards                         | 2015                                | EXO                                               | Giải Bonsang                                    | Đoạt giải    | [ 153 ]         |
| Seoul Music Awards                         | 2015                                | EXO                                               | Mobile Nghệ sĩ được yêu thích nhất              | Đoạt giải    | [ 153 ]         |
| Seoul Music Awards                         | 2015                                | EXO                                               | Giải Daesang                                    | Đoạt giải    | [ 153 ]         |
| Seoul Music Awards                         | 2016                                | EXO                                               | Giải Bonsang                                    | Đoạt giải    | [ 154 ]         |
| Seoul Music Awards                         | 2016                                | EXO                                               | Giải đặc biệt Hallyu                            | Đoạt giải    | [ 154 ]         |
| Seoul Music Awards                         | 2016                                | EXO                                               | Giải Daesang                                    | Đoạt giải    | [ 154 ]         |
| Seoul Music Awards                         | 2017                                | EXO                                               | Giải Bonsang                                    | Đoạt giải    | [ 155 ]         |
| Seoul Music Awards                         | 2017                                | EXO                                               | Mobile Nghệ sĩ được yêu thích nhất              | Đề cử        | [ 156 ]         |
| Seoul Music Awards                         | 2017                                | EXO                                               | Giải đặc biệt Hallyu                            | Đề cử        | [ 156 ]         |
| Seoul Music Awards                         | 2017                                | EXO                                               | Fandom School Award                             | Đoạt giải    | [ 155 ]         |
| Seoul Music Awards                         | 2017                                | EXO                                               | Giải Daesang                                    | Đoạt giải    | [ 155 ]         |
| Seoul Music Awards                         | 2018                                | EXO                                               | Giải Bonsang                                    | Đoạt giải    | [ 157 ]         |
| Seoul Music Awards                         | 2018                                | EXO                                               | Giải Daesang                                    | Đề cử        | [ 157 ]         |
| Seoul Music Awards                         | 2018                                | EXO                                               | Mobile Nghệ sĩ được yêu thích nhất              | Đề cử        | [ 158 ]         |
| Seoul Music Awards                         | 2018                                | EXO                                               | Giải đặc biệt Hallyu                            | Đoạt giải    | [ 157 ]         |
| Seoul Music Awards                         | 2018                                | EXO                                               | Fandom School Award                             | Đoạt giải    | [ 157 ]         |
| Seoul Music Awards                         | 2019                                | EXO                                               | Nghệ sĩ được yêu thích nhất                     | Đề cử        | [ 159 ]         |
| Seoul Music Awards                         | 2019                                | EXO                                               | Giải đặc biệt Hallyu                            | Đoạt giải    | [ 160 ]         |
| Seoul Music Awards                         | 2019                                | EXO                                               | Giải Bonsang                                    | Đoạt giải    | [ 161 ]         |
| Seoul Music Awards                         | 2019                                | EXO                                               | Giải Daesang                                    | Đề cử        | [ 161 ]         |
| Seoul Music Awards                         | 2020                                | EXO                                               | Giải Bonsang                                    | Đoạt giải    | [ 162 ]         |
| Seoul Music Awards                         | 2020                                | EXO                                               | Giải Daesang                                    | Đề cử        | [ 162 ]         |
| Seoul Music Awards                         | 2020                                | EXO                                               | Giải đặc biệt Hallyu                            | Đoạt giải    | [ 162 ]         |
| Seoul Music Awards                         | 2020                                | EXO                                               | Nghệ sĩ được yêu thích nhất                     | Đoạt giải    | [ 162 ]         |
| Seoul Music Awards                         | 2020                                | EXO                                               | Nghệ sĩ được yêu thích nhất QQ Music            | Đoạt giải    | [ 162 ]         |
| Seoul Music Awards                         | 2021                                | EXO                                               | Giải Bonsang                                    | Đề cử        | [ 163 ]         |
| Seoul Music Awards                         | 2021                                | EXO                                               | Nghệ sĩ được yêu thích nhất                     | Đề cử        | [ 163 ]         |
| Seoul Music Awards                         | 2021                                | EXO                                               | Nghệ sĩ được yêu thích nhất K-wave              | Đề cử        | [ 163 ]         |
| Seoul Music Awards                         | 2021                                | EXO                                               | Fan PD Artist Award                             | Đề cử        | [ 164 ]         |
| Seoul Music Awards                         | 2021                                | EXO                                               | Giải WhosFandom                                 | Đề cử        | [ 165 ]         |
| Seoul Music Awards                         | 2022                                | EXO                                               | Nghệ sĩ được yêu thích nhất K-Wave              | Đoạt giải    | [ 166 ]         |
| Soribada Best K-Music Awards               | 2017                                | EXO                                               | Nghệ sĩ Hallyu mới được yêu thích nhất          | Đoạt giải    | [ 167 ]         |
| Soribada Best K-Music Awards               | 2017                                | EXO                                               | Giải Bonsang                                    | Đoạt giải    | [ 167 ]         |
| Soribada Best K-Music Awards               | 2017                                | EXO                                               | Giải Daesang                                    | Đoạt giải    | [ 167 ]         |
| Soribada Best K-Music Awards               | 2018                                | EXO                                               | Giải Bonsang                                    | Đề cử        | [ 168 ]         |
| Soribada Best K-Music Awards               | 2018                                | EXO                                               | People's Choice Award                           | Đoạt giải    | [ 169 ]         |
| Soribada Best K-Music Awards               | 2019                                | EXO                                               | Nghệ sĩ được yêu thích nhất (nam)               | Đề cử        | [ 170 ]         |
| Soribada Best K-Music Awards               | 2020                                | EXO                                               | Giải Bonsang                                    | Đề cử        | [ 171 ]         |
| Teen Choice Awards                         | 2016                                | EXO                                               | Nghệ sĩ quốc tế được yêu thích nhất             | Đề cử        | [ 172 ]         |
| Teen Choice Awards                         | 2017                                | EXO                                               | Nghệ sĩ quốc tế được yêu thích nhất             | Đề cử        | [ 173 ]         |
| Teen Choice Awards                         | 2018                                | EXO                                               | Nghệ sĩ quốc tế được yêu thích nhất             | Đề cử        | [ 174 ]         |
| Teen Choice Awards                         | 2019                                | EXO                                               | Nghệ sĩ quốc tế được yêu thích nhất             | Đề cử        | [ 175 ]         |
| Ten Asia Global Top Ten Awards             |                                     | EXO                                               |                                                 |              |                 |
| 2020                                       | Nghệ sĩ xuất sắc nhất - Trung Quốc  | EXO                                               | Đoạt giải                                       | [ 177 ]      |                 |
| 2021                                       | Nghệ sĩ xuất sắc nhất - Trung Quốc  | EXO                                               | Đoạt giải                                       | [ 178 ]      |                 |
| 2021                                       | Nghệ sĩ xuất sắc nhất - Philippines | EXO                                               | Đoạt giải                                       | [ 178 ]      |                 |
| Top Chinese Music Awards                   | 2013                                | EXO-M                                             | Nhóm nhạc được yêu thích nhất                   | Đoạt giải    | [ 179 ]         |
| Top Chinese Music Awards                   | 2013                                | EXO                                               | Nhóm nhạc xuất sắc nhất                         | Đoạt giải    | [ 179 ]         |
| Top Chinese Music Awards                   | 2014                                | EXO                                               | Nhóm nhạc xuất sắc nhất                         | Đề cử        | [ 180 ]         |
| Top Chinese Music Awards                   | 2014                                | EXO                                               | Nghệ sĩ nhạc dance xuất sắc nhất                | Đề cử        | [ 180 ]         |
| Top Chinese Music Awards                   | 2016                                | EXO                                               | Nhóm nhạc nước ngoài được yêu thích nhất        | Đoạt giải    | [ 181 ]         |
| Top Chinese Music Awards                   | 2016                                | EXO                                               | Nhóm nhạc nước ngoài xuất sắc nhất              | Đoạt giải    | [ 181 ]         |
| V Chart Awards                             | 2013                                | EXO-M                                             | Nghệ sĩ được yêu thích nhất Trung Quốc đại lục  | Đoạt giải    | [ 182 ]         |
| V Chart Awards                             | 2013                                | EXO-M                                             | Nhóm nhạc mới xuất sắc nhất Trung Quốc đại lục  | Đoạt giải    | [ 182 ]         |
| V Chart Awards                             | 2014                                | XOXO                                              | Album của năm — Hàn Quốc                        | Đoạt giải    | [ 183 ]         |
| V Chart Awards                             | 2015                                | Overdose                                          | Album của năm — Hàn Quốc                        | Đoạt giải    | [ 184 ]         |
| V Chart Awards                             | 2016                                | Exodus                                            | Album của năm — Hàn Quốc                        | Đoạt giải    | [ 185 ]         |
| V Chart Awards                             | 2017                                | EXO                                               | Nhóm nhạc châu Á có ảnh hưởng lớn nhất          | Đoạt giải    | [ 186 ]         |
| V Live Awards                              | 2017                                | EXO                                               | Top 10 nghệ sĩ toàn cầu                         | Đoạt giải    | [ 188 ]         |
| V Live Awards                              | 2018                                | EXO                                               | Top 10 nghệ sĩ toàn cầu                         | Đoạt giải    | [ 189 ]         |
| V Live Awards                              | 2019                                | EXO                                               | Top 10 nghệ sĩ toàn cầu                         | Đoạt giải    | [ 190 ]         |
| V Live Awards                              | 2019                                | EXO                                               | Global Top 12                                   | Đoạt giải    | [ 191 ]         |
| V Live Awards                              | 2019                                | EXO                                               | Kênh xuất sắc nhất – 5 triệu người theo dõi     | Đề cử        | [ 192 ]         |
| V Live Awards                              | 2019                                | EXO                                               | Nghệ sĩ được yêu thích nhất                     | Đề cử        | [ 193 ]         |
| V Live Awards                              | 2019                                | Exo Comeback Showcase "Tempo"                     | Video của năm                                   | Đề cử        | [ 194 ]         |
| World Music Awards                         | 2014                                | EXO                                               | Nhóm nhạc xuất sắc nhất thế giới                | Đề cử        | [ 195 ]         |
| World Music Awards                         | 2014                                | EXO                                               | Trình diễn trực tiếp xuất sắc nhất thế giới     | Đề cử        | [ 196 ]         |
| World Music Awards                         | 2014                                | EXO                                               | Cộng đồng người hâm mộ xuất sắc nhất thế giới   | Đề cử        | [ 197 ]         |
| World Music Awards                         | 2014                                | EXO                                               | Nghệ sĩ Hàn Quốc đạt doanh số cao nhất thế giới | Đoạt giải    | [ 198 ]         |
| World Music Awards                         | 2014                                | "Growl"                                           | Bài hát xuất sắc nhất thế giới                  | Đoạt giải    | [ 199 ] [ 200 ] |
| Youku Night                                | 2015                                | EXO                                               | Nhóm nhạc được yêu thích nhất châu Á            | Đoạt giải    | [ 201 ]         |
| Youku Night                                | 2015                                | EXO                                               | Nghệ sĩ châu Á trình diễn xuất sắc nhất         | Đoạt giải    | [ 201 ]         |

## Chương trình âm nhạc
Danh sách những lần EXO đã dành hạng nhất trong các chương trình âm nhạc tại Hàn Quốc. EXO đã thắng 117 lần.

### The Show
| Năm  | Ngày       | Bài hát         |
| ---- | ---------- | --------------- |
| 2015 | 28 tháng 4 | "Call Me Baby"  |
| 2015 | 16 tháng 6 | "Love Me Right" |

### Show Champion
| Năm  | Ngày        | Bài hát                |
| ---- | ----------- | ---------------------- |
| 2013 | 19 tháng 6  | "Wolf"                 |
| 2013 | 21 tháng 8  | "Growl"                |
| 2013 | 28 tháng 8  | "Growl"                |
| 2013 | 4 tháng 9   | "Growl"                |
| 2013 | 18 tháng 12 | "Miracles in December" |
| 2014 | 14 tháng 5  | "Overdose"             |
| 2015 | 8 tháng 4   | "Call Me Baby"         |
| 2015 | 15 tháng 4  | "Call Me Baby"         |
| 2015 | 22 tháng 4  | "Call Me Baby"         |
| 2015 | 10 tháng 6  | "Love Me Right"        |
| 2015 | 17 tháng 6  | "Love Me Right"        |
| 2015 | 24 tháng 6  | "Love Me Right"        |
| 2016 | 22 tháng 6  | "Monster"              |
| 2016 | 31 tháng 8  | "Louder (Lotto)"       |
| 2017 | 26 tháng 7  | "Ko Ko Bop"            |
| 2017 | 2 tháng 8   | "Ko Ko Bop"            |
| 2017 | 13 tháng 9  | "Power"                |
| 2019 | 11 tháng 12 | "Obsession"            |

### M! Countdown
| Năm  | Ngày        | Bài hát                |
| ---- | ----------- | ---------------------- |
| 2013 | 22 tháng 8  | "Growl"                |
| 2013 | 29 tháng 8  | "Growl"                |
| 2013 | 5 tháng 9   | "Growl"                |
| 2013 | 19 tháng 12 | "Miracles in December" |
| 2013 | 26 tháng 12 | "Miracles in December" |
| 2014 | 2 tháng 1   | "Miracles in December" |
| 2014 | 15 tháng 5  | "Overdose"             |
| 2014 | 22 tháng 5  | "Overdose"             |
| 2015 | 9 tháng 4   | "Call Me Baby"         |
| 2015 | 16 tháng 4  | "Call Me Baby"         |
| 2015 | 30 tháng 4  | "Call Me Baby"         |
| 2015 | 18 tháng 6  | "Love Me Right"        |
| 2016 | 16 tháng 6  | "Monster"              |
| 2016 | 23 tháng 6  | "Monster"              |
| 2016 | 30 tháng 6  | "Monster"              |
| 2016 | 25 tháng 8  | "Louder (Lotto)"       |
| 2016 | 1 tháng 9   | "Louder (Lotto)"       |
| 2017 | 27 tháng 7  | "Ko Ko Bop"            |
| 2017 | 3 tháng 8   | "Ko Ko Bop"            |
| 2017 | 10 tháng 8  | "Ko Ko Bop"            |
| 2017 | 14 tháng 9  | "Power"                |

### Music Bank
| Năm  | Ngày        | Bài hát                   |
| ---- | ----------- | ------------------------- |
| 2013 | 14 tháng 6  | "Wolf"                    |
| 2013 | 16 tháng 8  | "Growl"                   |
| 2013 | 23 tháng 8  | "Growl"                   |
| 2013 | 20 tháng 12 | "Miracles in December"    |
| 2015 | 2 tháng 1   | "December, 2014"          |
| 2015 | 10 tháng 4  | "Call Me Baby"            |
| 2015 | 17 tháng 4  | "Call Me Baby"            |
| 2015 | 24 tháng 4  | "Call Me Baby"            |
| 2015 | 1 tháng 5   | "Call Me Baby"            |
| 2015 | 12 tháng 6  | "Love Me Right"           |
| 2015 | 19 tháng 6  | "Love Me Right"           |
| 2015 | 18 tháng 12 | "Sing For You             |
| 2015 | 25 tháng 12 | "Sing For You             |
| 2016 | 1 tháng 1   | "Sing For You             |
| 2016 | 17 tháng 6  | "Monster"                 |
| 2016 | 24 tháng 6  | "Monster"                 |
| 2016 | 1 tháng 7   | "Monster"                 |
| 2016 | 26 tháng 8  | "Louder (Lotto)"          |
| 2016 | 2 tháng 9   | "Louder (Lotto)"          |
| 2016 | 30 tháng 12 | "For Life"                |
| 2017 | 28 tháng 7  | "Ko Ko Bop"               |
| 2017 | 4 tháng 8   | "Ko Ko Bop"               |
| 2017 | 15 tháng 9  | "Power"                   |
| 2017 | 22 tháng 9  | "Power"                   |
| 2018 | 5 tháng 1   | "Universe"                |
| 2018 | 12 tháng 1  | "Universe"                |
| 2018 | 9 tháng 11  | "Tempo"                   |
| 2018 | 16 tháng 11 | "Tempo"                   |
| 2018 | 21 tháng 12 | "Love Shot"               |
| 2018 | 28 tháng 12 | "Love Shot"               |
| 2019 | 4 tháng 1   | "Tempo"                   |
| 2019 | 6 tháng 12  | "Obsession"               |
| 2019 | 13 tháng 12 | "Obsession"               |
| 2021 | 18 tháng 6  | "Don't Fight The Feeling" |
| 2023 | 21 tháng 7  | "Cream Soda"              |
| 2023 | 29 tháng 12 | "The First Snow"          |

### Show! Music Core
| Năm  | Ngày        | Bài hát                |
| ---- | ----------- | ---------------------- |
| 2013 | 15 tháng 6  | "Wolf"                 |
| 2013 | 24 tháng 8  | "Growl"                |
| 2013 | 31 tháng 8  | "Growl"                |
| 2013 | 7 tháng 9   | "Growl"                |
| 2013 | 14 tháng 12 | "Miracles in December" |
| 2013 | 21 tháng 12 | "Miracles in December" |
| 2014 | 17 tháng 5  | "Overdose"             |
| 2014 | 24 tháng 5  | "Overdose"             |
| 2015 | 11 tháng 4  | "Call Me Baby"         |
| 2015 | 18 tháng 4  | "Call Me Baby"         |
| 2015 | 25 tháng 4  | "Call Me Baby"         |
| 2015 | 2 tháng 5   | "Call Me Baby"         |
| 2015 | 13 tháng 6  | "Love Me Right"        |
| 2015 | 20 tháng 6  | "Love Me Right"        |
| 2015 | 27 tháng 6  | "Love Me Right"        |
| 2017 | 5 tháng 8   | "Ko Ko Bop"            |
| 2017 | 12 tháng 8  | "Ko Ko Bop"            |
| 2018 | 6 tháng 1   | "Universe"             |
| 2018 | 22 tháng 12 | "Love Shot"            |
| 2019 | 7 tháng 12  | "Obsession"            |
| 2019 | 14 tháng 12 | "Obsession"            |

### Inkigayo
| Năm  | Ngày        | Bài hát                |
| ---- | ----------- | ---------------------- |
| 2013 | 16 tháng 6  | "Wolf"                 |
| 2013 | 18 tháng 8  | "Growl"                |
| 2013 | 25 tháng 8  | "Growl"                |
| 2013 | 1 tháng 9   | "Growl"                |
| 2013 | 15 tháng 12 | "Miracles in December" |
| 2013 | 22 tháng 12 | "Miracles in December" |
| 2014 | 18 tháng 5  | "Overdose"             |
| 2014 | 25 tháng 5  | "Overdose"             |
| 2014 | 1 tháng 6   | "Overdose"             |
| 2015 | 5 tháng 4   | "Call Me Baby"         |
| 2015 | 12 tháng 4  | "Call Me Baby"         |
| 2015 | 19 tháng 4  | "Call Me Baby"         |
| 2015 | 21 tháng 6  | "Love Me Right"        |
| 2016 | 19 tháng 6  | "Monster"              |
| 2016 | 26 tháng 6  | "Monster"              |
| 2016 | 28 tháng 8  | "Louder (Lotto)"       |
| 2016 | 4 tháng 9   | "Louder (Lotto)"       |
| 2017 | 30 tháng 7  | "Ko Ko Bop"            |
| 2017 | 6 tháng 8   | "Ko Ko Bop"            |
| 2017 | 17 tháng 9  | "Power"                |

### Global Chinese Music
| Năm  | Ngày       | Bài hát    |
| ---- | ---------- | ---------- |
| 2014 | 10 tháng 5 | "Overdose" |
| 2014 | 17 tháng 5 | "Overdose" |